# Harenactis
Harenactis is een geslacht van zeeanemonen uit de klasse van de Anthozoa (bloemdieren).

## Soorten
- Harenactis argentina Lauretta, Rodríguez & Penchaszadeh, 2011
- Harenactis attenuata Torrey, 1902